# KB Karlskoga
KB Karlskoga ist ein schwedischer Fußballverein aus Karlskoga. Die Männermannschaft des Klubs spielte ebenso wie die Vorgängervereine Karlskoga IF und IFK Bofors mehrere Spielzeiten in der zweithöchsten schwedischen Spielklasse. Die Eishockeymannschaft machte sich 1978 als Bofors IK selbständig.

## Geschichte

### Karlskoga IF
Bei Einführung des schwedischen Ligasystems im Sommer 1928 wurde Karlskoga IF der dritten Liga zugeteilt. Schnell etablierte sich die Mannschaft im vorderen Teil der Tabelle und schaffte 1932 als Tabellenzweiter hinter Billingsfors IK den Aufstieg in die Zweitklassigkeit. In der ersten Spielzeit in der höherklassigen Liga spielte der Klub gegen den Abstieg, der auf dem letzten Nicht-Abstiegsplatz vor Majornas IK und Degerfors IF vermieden wurde. In den folgenden Jahren ging es aufwärts: 1935 trennten vier Punkte Abstand zum Tabellenführer Gårda BK als Staffelzweiter in der Division 2 Västra von den Aufstiegsspielen zur Allsvenskan, ein Jahr später waren es zwei Punkte zu Billingsfors IK. Auch in den beiden anschließenden Jahren belegte der Klub zum Saisonende den zweiten Platz, der Abstand zum jeweiligen Tabellenführer Degerfors IF wuchs jedoch an. 
In den folgenden Jahren spielte Karlskoga IF weiters im vorderen Bereich mit, einzig 1940 und 1943 gelang erneut die Vizemeisterschaft. Mitte der 1940er Jahre rutschte der Klub dann in den Abstiegskampf ab, bis 1951 konnte jedoch die Klasse erhalten werden. Mit einem Punkt Rückstand auf den von Karlstads BIK belegten letzten Nicht-Abstiegsplatz verpasste die Mannschaft den Klassenerhalt und stieg gemeinsam mit Surahammars IF ab. Nachdem im ersten Jahr in der Drittklassigkeit als Tabellendritter hinter BK Derby und IK Sleipner der direkte Wiederaufstieg verpasst worden war, kehrte die Mannschaft im folgenden Jahr als Tabellenzweiter hinter Redbergslids IK in die zweite Liga zurück.
Der neuerliche Aufenthalt von Karlskoga IF in der zweiten Liga währte drei Spielzeiten, ehe der Klub mitsamt SK Sifhälla wieder abstieg. Zunächst etablierte sich die Mannschaft im vorderen Tabellenbereich, ohne ins Aufstiegsrennen eingreifen zu können. Mit Beginn der 1960er Jahre rutschte der Klub in den Kampf um den Klassenerhalt, der regelmäßig bewerkstelligt wurde.

### IFK Bofors
Der IFK Bofors stieg 1937 in die Drittklassigkeit auf. In den folgenden Jahren setzte sich die Mannschaft in der Spitze der Liga fest. 1945 belegte die Mannschaft als Tabellenzweiter hinter Deje IK das bis dato beste Ergebnis der Vereinsgeschichte, hatte jedoch sieben Punkte Rückstand auf den Tabellenführer. Im folgenden Jahr erreichte der Klub den Staffelsieg der Division 3 Nordvästra Norra, in der Aufstiegsrunde scheiterte er nach zwei 2:3-Niederlagen an IF Viken. 1947 wurde IFK Bofors Opfer einer Ligareform. Zwar wurde die Mannschaft Tabellendritter, aufgrund einer Zusammenfassung der dritten Liga von 17 auf vier Staffeln bedeutete dies jedoch den Zwangsabstieg. Es folgten vier Spielzeiten in der vierten Liga, bis die Mannschaft wieder aufstieg. Zunächst spielte die Mannschaft im Mittelfeld der Tabelle. 1956 gewann sie 13 ihrer 18 Saisonspiele und stieg als Staffelsieger der Division 3 Västra Svealand in die zweite Liga auf.
Die Mannschaft von IFK Bofors spielte auf Anhieb gegen den Abstieg. Im ersten Jahr hielt sie sich als Tabellenachter vor Surahammars IF, IK City, Avesta AIK und Karlstads BIK in der Liga, im folgenden jahr fehlten elf Punkte auf den von Hallstahammars SK belegten letzten Nicht-Abstiegsplatz. In der dritten Liga setzte sich der Klub zunächst im mittlerern Tabellenbereich fest, ehe er am Ende der Spielzeit 1963 einen Abstiegsplatz belegte.

### Der Fusionsverein
Nach Ende der Spielzeit bündelten Karlskoga IF und IFK Bofors ihre Kräfte und schlossen sich zum IF Karlskoga-Bofors 63 zusammen. Der unter der Abkürzung KB'63 firmierende Klub gewann auf Anhieb die Staffelmeisterschaft in der Division 3 Västra Svealand, verpasste jedoch in der zweiten Liga den Klassenerhalt. Bis zum erneuten Aufstieg dauerte es zwei Jahre, die Mannschaft konnte sich jedoch erneut nicht in der Zweitklassigkeit halten. Mit 16 Siegen in 22 Spielen dominierte sie in der folgenden Spielzeit die Liga und stieg vor Trollhättans IF direkt wieder auf. Fortan unter dem Namen KB Karlskoga auflaufend, hielt sich der Klub in der Zweitklassigkeit. Erst 1977 stand der abermalige Abstieg an, begleitet von IK Sleipner und Lycksele IF.
1981 verpasste KB Karlskoga nur aufgrund des schlechteren Tordifferenz gegenüber dem punktgleichen Konkurrenten BK Forward als Tabellenzweiter die Aufstiegsrunde zur zweiten Liga. Anschließend folgte ein Absturz, der zwei Jahre später zum Abstieg in die Viertklassigkeit führte. 1985 gelang der Wiederaufstieg, in der folgenden Spielzeit wurde die Mannschaft jedoch Opfer einer Ligareform und stieg erneut in die vierte Liga ab. Bis 1989 lief die Mannschaft dort auf, nach dem Aufstieg setzte sie sich zunächst im vorderen Bereich der dritten Liga fest. Dem erneuten Abstieg 1993 folgten fünf Jahre in der vierten Liga.
Durch Siege in den Aufstiegsspielen gegen den Topkapi IK kehrte KB Karlskoga in die dritte Liga zurück. Der Aufenthalt währte zwei Jahre, in der Folge rutschte der Klub bis in die Fünftklassigkeit ab. Nach dem Wiederaufstieg 2006 hielt sich der Verein in der vierten Liga.

## Persönlichkeiten
- Sven-Göran Eriksson, bestritt einen Teil seiner Spielerkarriere bei KB Karlskoga
- Tord Grip, hatte als Spielertrainer seine erste Trainerstation bei KB Karlskoga
- Daniel Tjernström, begann seine Karriere bei KB Karlskoga